# Kristens resa

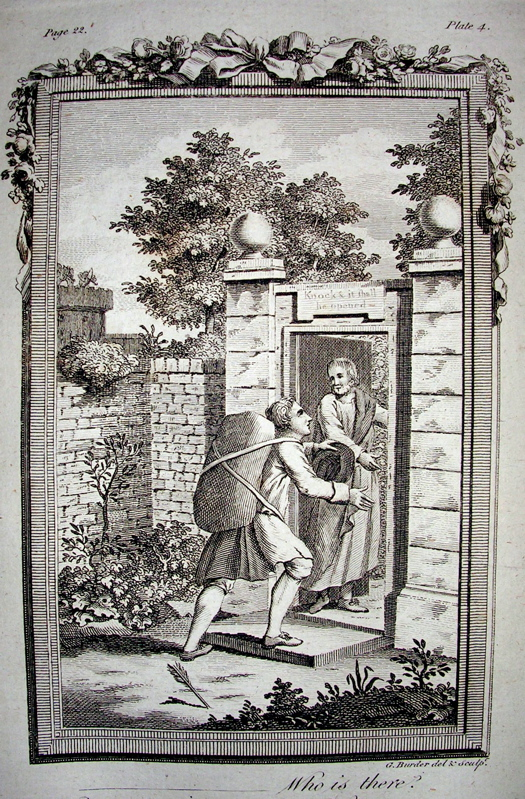
Stick i en utgåva från 1778.

Kristens resa (originalets engelska titel: The Pilgrim's Progress from This World to That Which Is to Come) är en allegorisk roman av John Bunyan, utgiven 1678. Den har en fortsättning som heter Kristinnas resa. Boken anses vara ett av världens mest sålda verk.[källa behövs] Det finns ett 20-tal olika svenska översättningar av boken. William Thackeray tog titeln Vanity Fair (Fåfängans marknad) från en marknad i staden Fåfänglighet i Kristens resa.

## Handling
Kristen bor i staden Undergång med sin fru och sina fyra barn, men en dag hittar han en bok som skrämmer honom, den säger att hela staden kommer att brännas ner. Samtidigt som han läser boken får han en börda på ryggen som inte går att få av. När han sedan träffar Evangelist förstår han att om han vill överleva måste han fly bort från allt och börja söka efter den himmelska staden. Under resan mot den himmelska staden träffar han både vänner och fiender bl.a. Velig, Hjälp, Uttydaren, Trogen, Domare Hatman, Hoppfull, Jätten Skräck, Ateist och många andra innan han till slut kommer fram.

## Svenska översättningar
- Kristens resa (översättning Magnus Lagerström, Stockholm, 1727)
- En christens resa genom werlden till den saliga ewigheten (anonym översättning, Lindh, 1859)
- Kristens och kristinnas resa genom verlden till den eviga saligheten (översättning G.S. Löwenhjelm, Evangeliska fosterlandsstiftelsen, 1875) Senare uppl. i fulltext
- Kristens resa från denna världen till den kommande (översättning William Paterson, Hedlund, 1888-1889)
- Kristens resa ("ny öfversättning från originalspråket", Morgonrodnaden, 1889)
- En kristens resa genom verlden till den saliga evigheten äfvensom hans hustru Kristinnas och deras barns uppbrott från staden Förderf m. m. ("Ny förbättrad öfversättning", Beijer, 1892)
- Kristens och Kristinnas resa (översättning Petrus Hedberg, Silén, 1899-1900)
- Kristens resa ; Kristinnas resa (Övers. från orig. språket av J.S., Hellström, 1910)
- Kristens resa genom denna världen till den tillkommande, framställd såsom sedd i en dröm (Ny fullständig övers. av Vivan Wallenkampf, de versifierade delarna övers. ... av G. Halfdan Liander, Stockholm, 1916)
- Kristens resa från denna världen till den eviga (översättning Ragnhild Lundström Haglund, Wahlström & Widstrand, 1927)
- Kristens resa (översättning Carl Björkman, Åhlén & Åkerlund, 1933)
- Kristens resa från denna världen till den tillkommande framställd under bilden av en dröm (översättning Elin Silén, Diakonistyrelsen, 1941)
- Kristens resa från denna världen till den kommande framställd under bilden av en dröm (översättning Hjalmar Ahlvén, Harriers bokförlag, 1947)
- Kristens resa (översättning Eric Wärenstam, Filadelfia, 1948)
- Kristens resa från denna världen till den tillkommande, framställd under bilden av en dröm (översättning Hjalmar Ahlvén, Taborförlaget, 1956)
- Kristens resa: från denna världen till den kommande, sedd i en dröm (översättning Carl Henrik och Ulla Rehnström, Artos, 2006)